# Regiones de Letonia

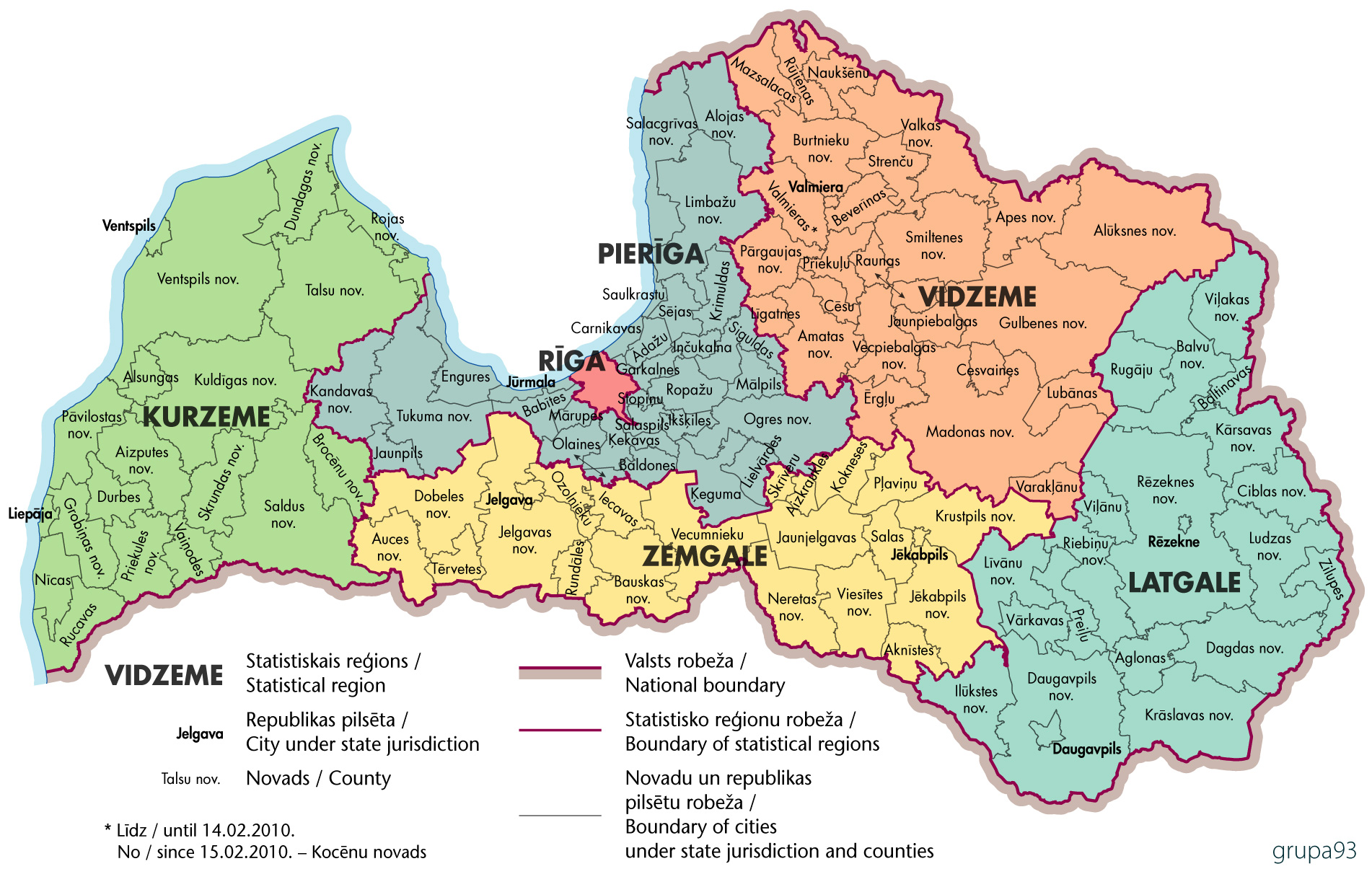
Mapa que muestra las regiones estadísticas y sus municipios

Hay seis regiones en Letonia, también llamadas regiones estadísticas de Letonia (en letón: Latvijas statistiskie reģioni): Kurzeme, Latgale, Pierīga, Riga, Vidzeme y Zemgale.
Estas regiones fueron establecidas de acuerdo con la "Regulation (EC) No 1059/2003" del Parlamento Europeo el 26 de mayo de 2003. Estas regiones estadísticas de Letonia, no son regiones administrativas y han sido formadas exclusivamente para fines estadísticos. A continuación se muestra la población estimada de las regiones a fecha de 1 de enero de 2018:
- Kurzeme 243,032 habitantes
- Latgale 264,857 habitantes
- Pierīga 367,266 habitantes
- Riga 637,971 habitantes
- Vidzeme 188,494 habitantes
- Zemgale 232,759 habitantes*

Letonia 1,934,379 habitantes